# Anime nere (film 2014)
Anime nere è un film del 2014 diretto da Francesco Munzi.
Il soggetto, riguardante le sventure di una famiglia collusa con la 'ndrangheta, è liberamente tratto dell'omonimo romanzo di Gioacchino Criaco. Il film ha partecipato alla 71ª Mostra internazionale d'arte cinematografica di Venezia nel concorso ufficiale, ricevendo un'ottima accoglienza. Ha ottenuto nove David di Donatello tra i quali quelli per il miglior film, miglior regista e migliore sceneggiatura.

## Trama
Luigi è un trafficante internazionale di droga, legato a potenti gruppi sudamericani. Il fratello Rocco vive a Milano con la moglie Valeria e la loro bambina ed è imprenditore grazie al denaro illecito di quest'ultimo. Luciano, il maggiore dei tre fratelli, è rimasto in Calabria a lavorare con semplicità la sua terra e ad allevare le capre, con l'obiettivo, forse illusorio, di rendersi estraneo agli affari illeciti dei fratelli.
Leo, giovane e rancoroso figlio di Luciano, dopo un litigio, per ripicca spara alcuni colpi di fucile sulla saracinesca di un bar appartenente ad un clan della 'ndrangheta, loro rivale. La cosa riaccende una guerra latente che spinge Luigi a tornare al paese per sistemare le cose, magari rinsaldando le alleanze con le altre famiglie, così da acquisire più forza. Ma prima di concludere alcunché Luigi viene assassinato per strada da un sicario. Rocco, giunto da Milano, è deciso a vendicarsi subito ma prima di agire attende di nuovo di sapere se la sua famiglia è sola o può contare sul sostegno delle altre famiglie.
Leo, molto legato allo zio Luigi, di fronte al temporeggiare dei grandi, sente il dovere di risolvere le cose da solo.
Nel piano-lampo che escogita per uccidere il boss nemico, viene tradito e fatto uccidere dal suo complice. La cosa sconvolge tutti, in particolare il padre Luciano che, dopo aver bruciato tutte le foto di suo padre morto anni prima in un agguato causato proprio dai membri del clan rivale, rientra a casa dove uccide il fratello minore Rocco, meditando il suicidio che completerebbe lo sterminio di tutti gli uomini della sua famiglia.

## Produzione
Le riprese sono avvenute ad Amsterdam, Milano e nella Locride, nei comuni di Bianco e soprattutto Africo (specialmente nel borgo fantasma di Casalinuovo). Il regista ha anche utilizzato diversi attori non professionisti selezionati personalmente in Calabria.

## Distribuzione
Presentato in anteprima alla 71ª Mostra internazionale d'arte cinematografica di Venezia, il film è stato distribuito in Italia a partire dal 18 settembre 2014, successivamente è stato presentato nelle sale di 19 Paesi. Tra aprile e maggio 2015 è stato distribuito nelle principali sale statunitensi con il titolo Black Souls.

## Riconoscimenti
- 2014 – Mostra internazionale d'arte cinematografica di Venezia
  - Premio Pasinetti al miglior film a Francesco Munzi
  - Premio Fondazione Mimmo Rotella a Luigi Musini
  - Premio Schermi di Qualità - Carlo Mazzacurati a Francesco Munzi
  - Candidatura Leone d'oro a Francesco Munzi
- 2014 – Efebo d'oro
  - Miglior film
- 2015 – David di Donatello
  - Miglior film
  - Miglior regista a Francesco Munzi
  - Migliore sceneggiatura a Francesco Munzi, Fabrizio Ruggirello e Maurizio Braucci con la collaborazione di Gioacchino Criaco
  - Miglior produttore a Cinemaundici e Babe Films con Rai Cinema
  - Migliore fotografia a Vladan Radovic
  - Miglior montaggio a Cristiano Travaglioli
  - Miglior colonna sonora a Giuliano Taviani
  - Migliore canzone originale (Anime nere) a Giuliano Taviani, interpretata da Massimo De Lorenzo
  - Miglior sonoro a Stefano Campus
  - Candidatura Migliore attore protagonista a Fabrizio Ferracane
  - Candidatura Migliore attrice non protagonista a Barbora Bobuľová
  - Candidatura Migliore scenografia a Luca Servino
  - Candidatura Migliori costumi a Marina Roberti
  - Candidatura Miglior trucco a Sonia Maione
  - Candidatura Migliori acconciature a Rodolfo Sifari
  - Candidatura David giovani a Francesco Munzi
- 2015 – Nastri d'argento
  - Migliore sceneggiatura a Francesco Munzi, Fabrizio Ruggirello e Maurizio Braucci con la collaborazione di Gioacchino Criaco
  - Miglior produttore a Cinemaundici e Babe Films con Rai Cinema
  - Migliore montaggio a Cristiano Travaglioli
  - Candidatura Regista del miglior film a Francesco Munzi
  - Candidatura Migliore attore protagonista a Fabrizio Ferracane, Marco Leonardi e Peppino Mazzotta
  - Candidatura Migliore attrice non protagonista a Barbora Bobuľová
  - Candidatura Migliore fotografia a Vladan Radovic
- 2015 - Globo d'oro
  - Candidatura Miglior film
  - Candidatura Migliore sceneggiatura a Francesco Munzi, Fabrizio Ruggirello, Maurizio Braucci, con la collaborazione di Gioacchino Criaco
  - Candidatura Migliore attore a Fabrizio Ferracane
- 2015 – Ciak d'oro
  - Miglior montaggio a Cristiano Travaglioli[3]
  - Miglior sonoro in presa diretta a Stefano Campus e Sandro Ivessich Host[3]
  - Candidatura Migliore scenografia a Luca Servino
- 2015 – BIF&ST Bari Film Festival
  - Premio Mario Monicelli - Regista del miglior film a Francesco Munzi
  - Premio Franco Cristaldi - Miglior produttore a Luigi Musini
  - Premio Roberto Perpignani - Miglior montatore a Cristiano Travaglioli